# Vivendi Games
Vivendi Games (voorheen Vivendi Universal Games) was een van de grootste uitgevers van computerspellen ter wereld. Het was een onderdeel van het Franse mediaconglomeraat Vivendi SA en het omvatte Blizzard Entertainment, Radical Entertainment, Sierra Entertainment, Fox Interactive (50/50 met Fox Entertainment Group), Knowledge Adventure, Value Line, Radical Management, Swordfish Studios en Massive Entertainment.
Vivendi Games is sinds 2 december 2007 gefuseerd met Activision en de activiteiten zijn verdergegaan onder de naam Activision Blizzard. Activision behaalde in 2007 een omzet van $ 1,7 miljard en de gecombineerde omzet kwam uit op zo'n $ 3,8 miljard.

## Selectie van spellen
- Warcraft
- StarCraft
- Diablo
- World of Warcraft
- Crash Bandicoot: The Wrath of Cortex
- Spyro the Dragon
- Ground Control
- Scarface: The World Is Yours
- Crash Bandicoot: on the run
- Crash Bandicoot: it’s about time